# Герих, Эрвин

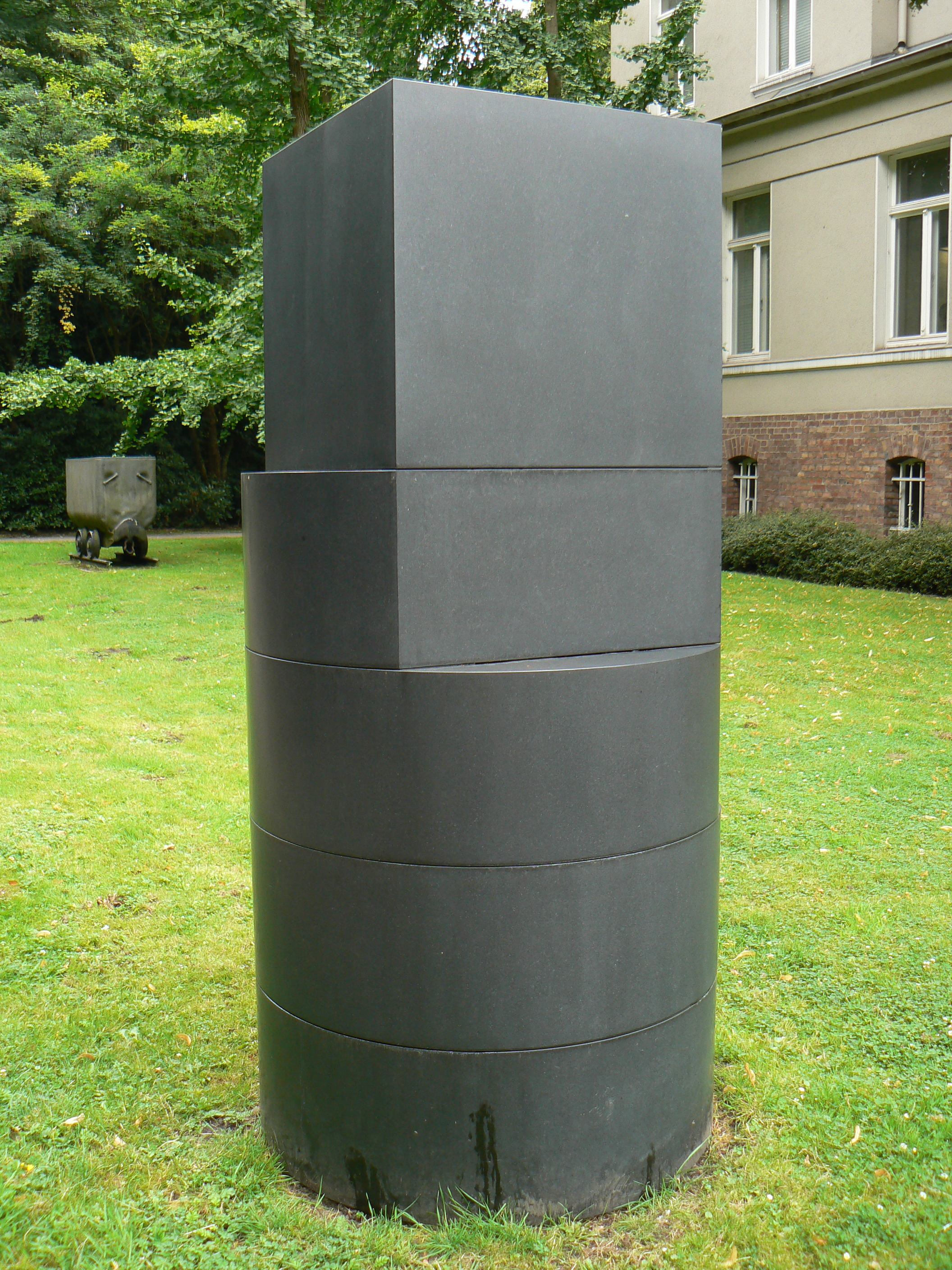
Э.Герих, Гранитная скульптура (1997) в Парке скульптуры Квадрат в Ботропе

Эрвин Герих (нем. Erwin Heerich, род. 29 ноября 1922 г. Кассель — ум. 6 ноября 2004 г. Мербуш) — немецкий художник и скульптор.

## Жизнь и творчество
Окончил гимназию в родном Касселе, там же учился в школе прикладного искусства. Участник Второй мировой войны. В 1941 году Э.Герих был призван в немецкую армию и, после нескольких ранений в 1945 году демобилизован. В том же году продолжает обучение на художника в дюссельдорфской Академии искусств, в классе скульптуры, возглавляемой Эвальдом Матаре (до 1950 года). В 1950—1954 Э.Герих снимает — вместе с Йозефом Бойсом — мастерскую при академии и начинает самостоятельную творческую карьеру. В 1954 году скульптор покидает дюссельдорфскую Академию и ведёт жизнь свободного художника. Женившись, он с 1953 года и до конца жизни проживает Мербуше близ Дюссельдорфа. Тем не менее в 1969 году он приглашается в Дюссельдорф и преподаёт там как профессор вплоть до своего эремитирования. В 1957 Э.Герих ассистирует своему учителю, Э.Матаре в зальцбургской Летней академии. С 1974 года он — член берлинской Академии художеств. В 1980 году он начинает работу над проектом «Музейный остров Хомбройх» близ Нёйсса. Здесь в течение ряда лет находилась мастерская художника, и здесь были созданы многие его известные работы. В 1989 году он ваяет «Монумент» из куска базальт-лавы для скульптурного собрания города Фирзен.
В начальный период творчества Э.Герих создаёт стилизованные скульптуры животных, рисунки и графические изображения растений и различных предметов. Начиная с 1959 он становится автором картонных пластических работ, рисунков и графических произведений. Выставки работ Гериха проходили в художественных музеях и галереях Бонна, Дюссельдорфа, Берлина, Крефельда, Кёльна, Бонна, Дуйсбурга, Леверкузена и других городов Германии, а также Нью-Йорка, Питтсбурга, Токио, Каира и др. В 1964 году скульптор участвует в выставке современного искусства documenta 4 в родном Касселе, на которой были представлены 10 его скульптур из картона. Он был также участником XII биеннале в Сан-Паулу. За свою художественную деятельность Э.Герих был отмечен многочисленными наградами и премиями.

## Галерея

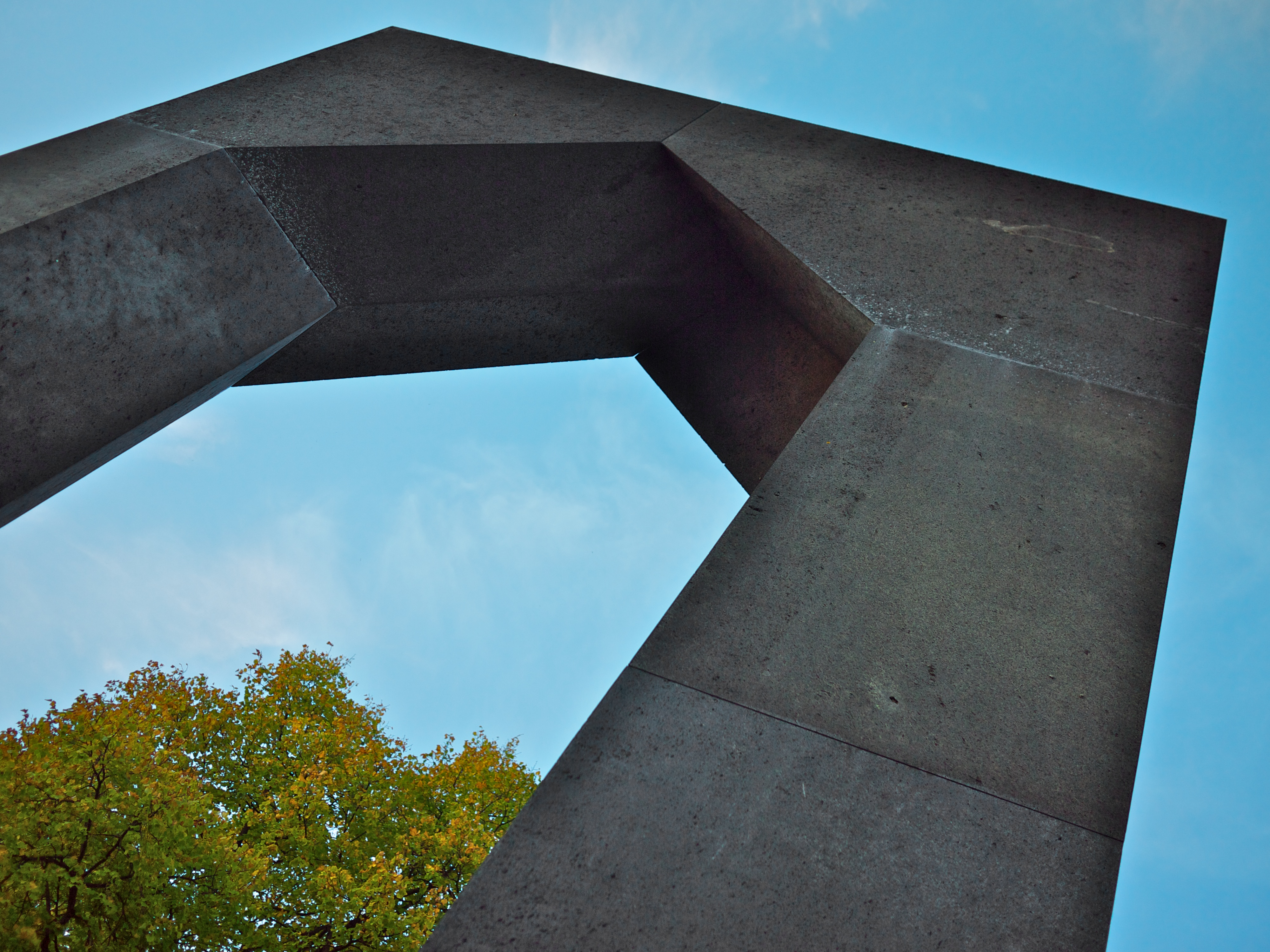
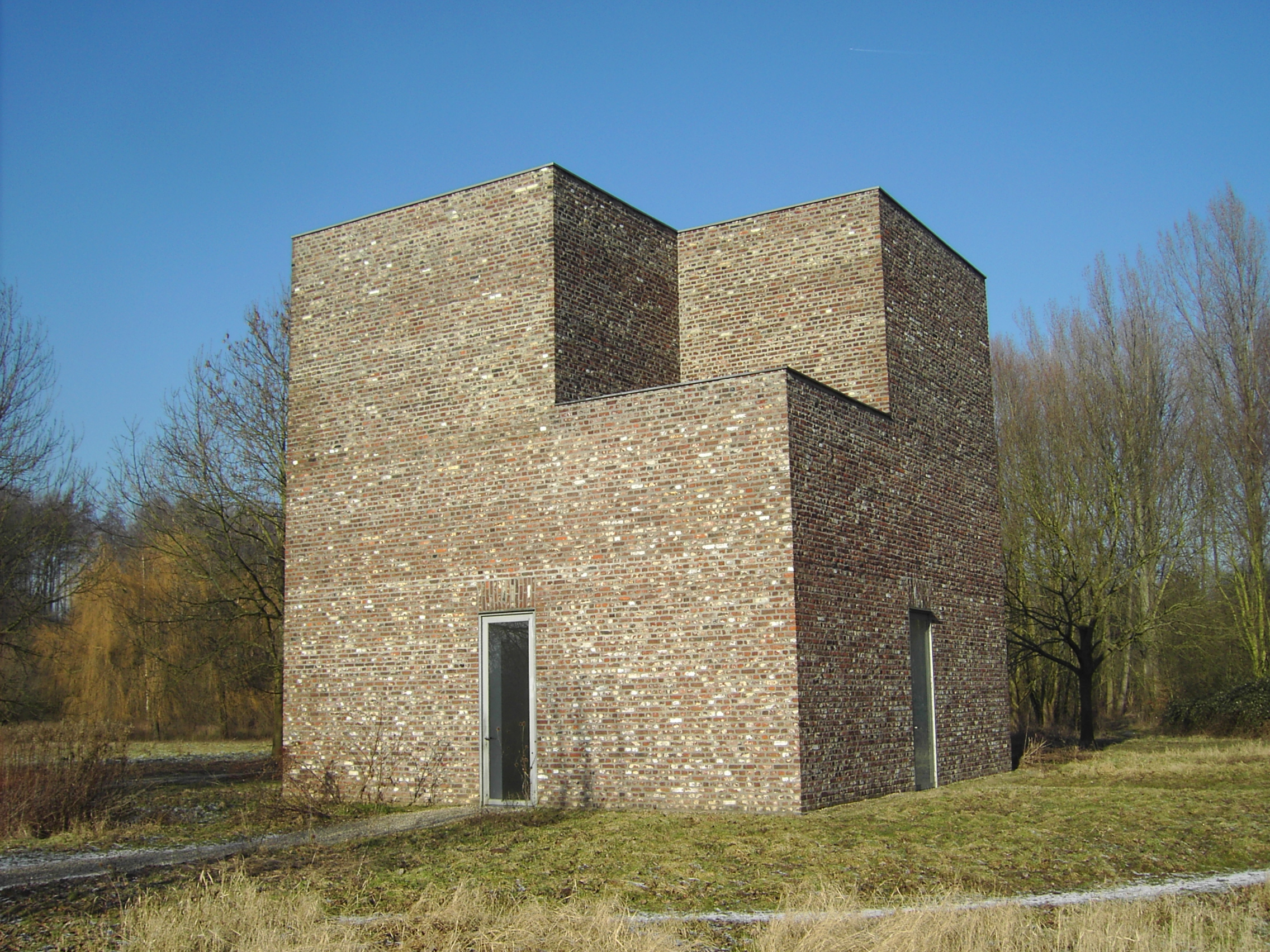
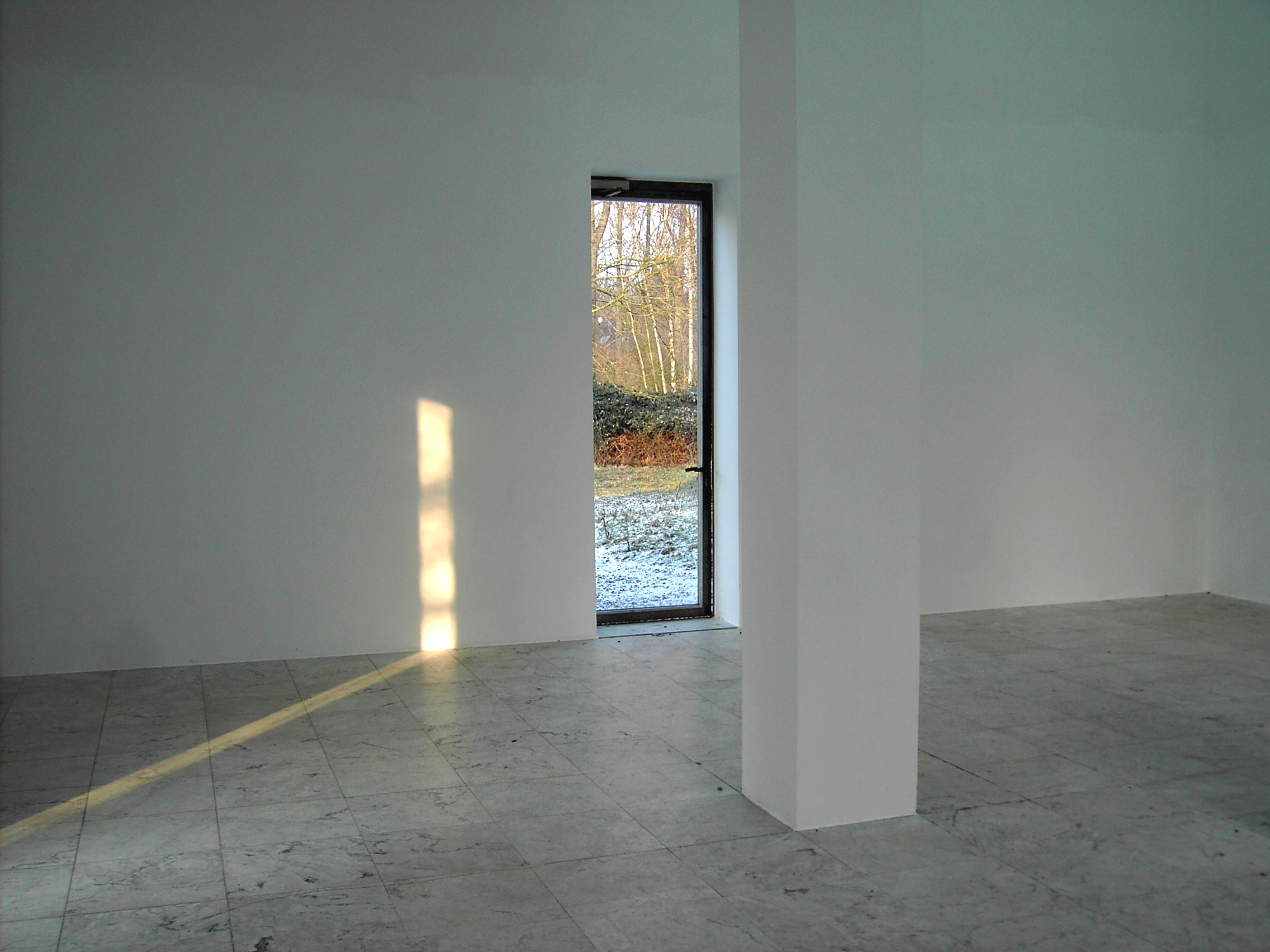
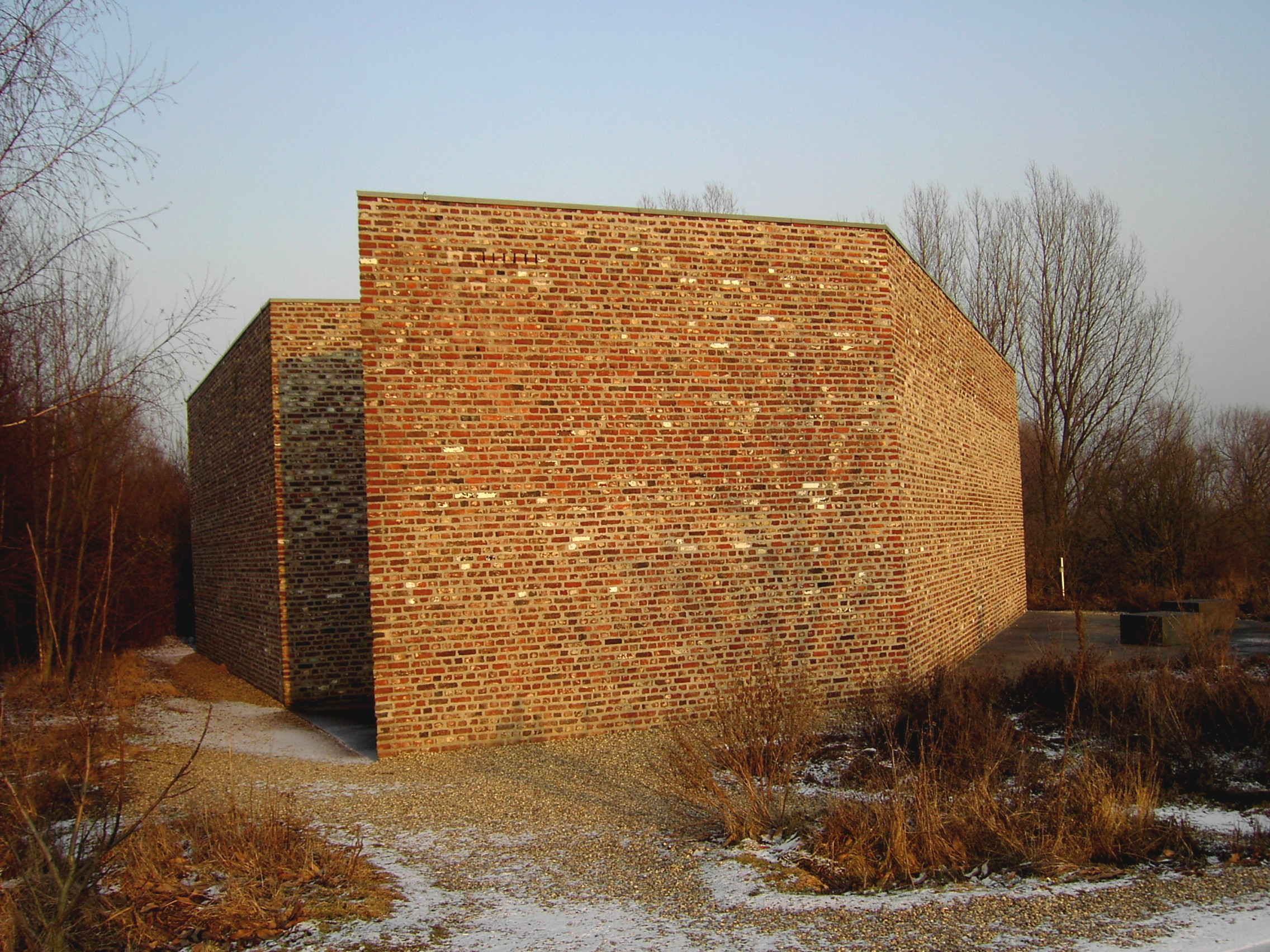
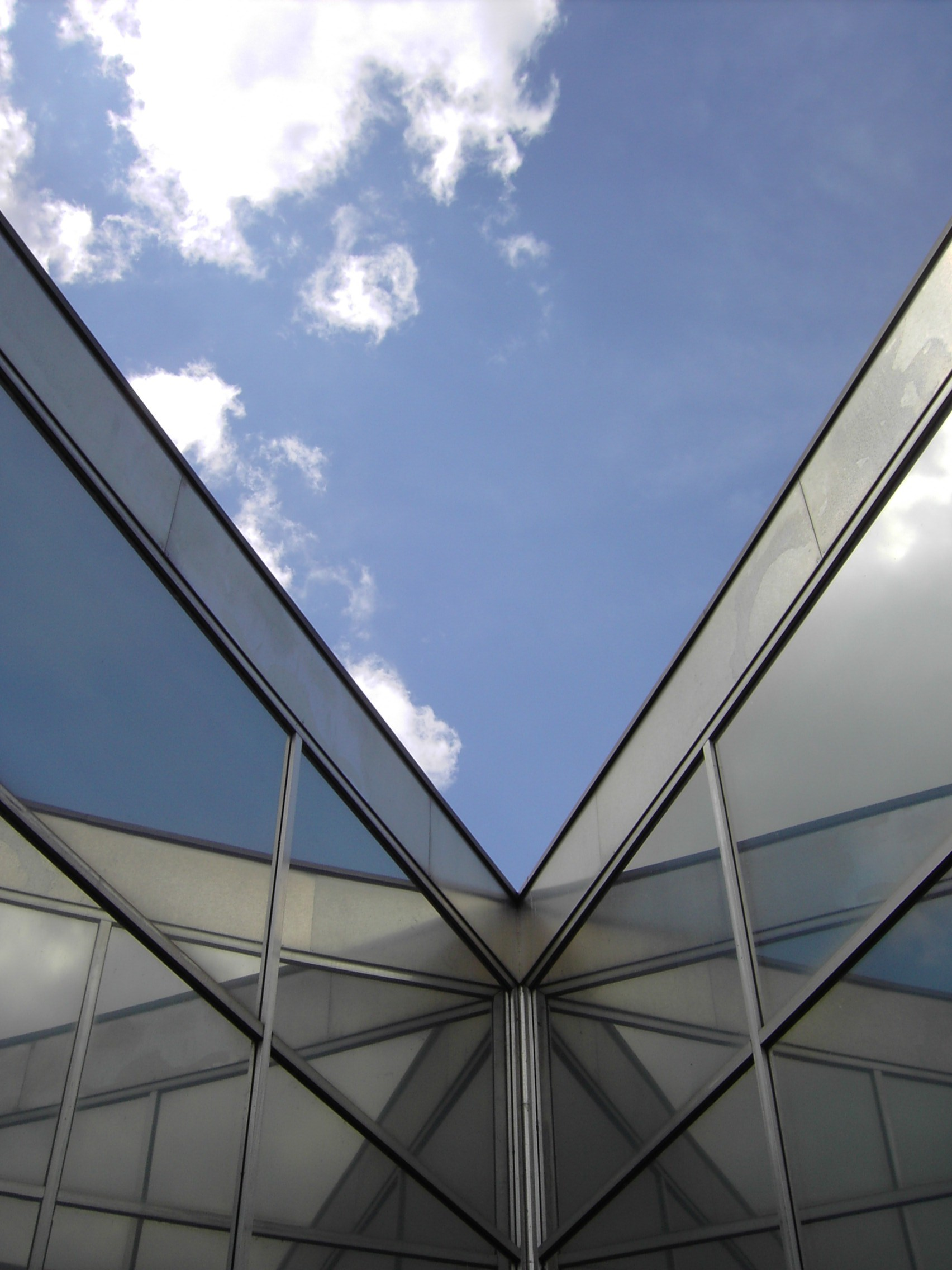
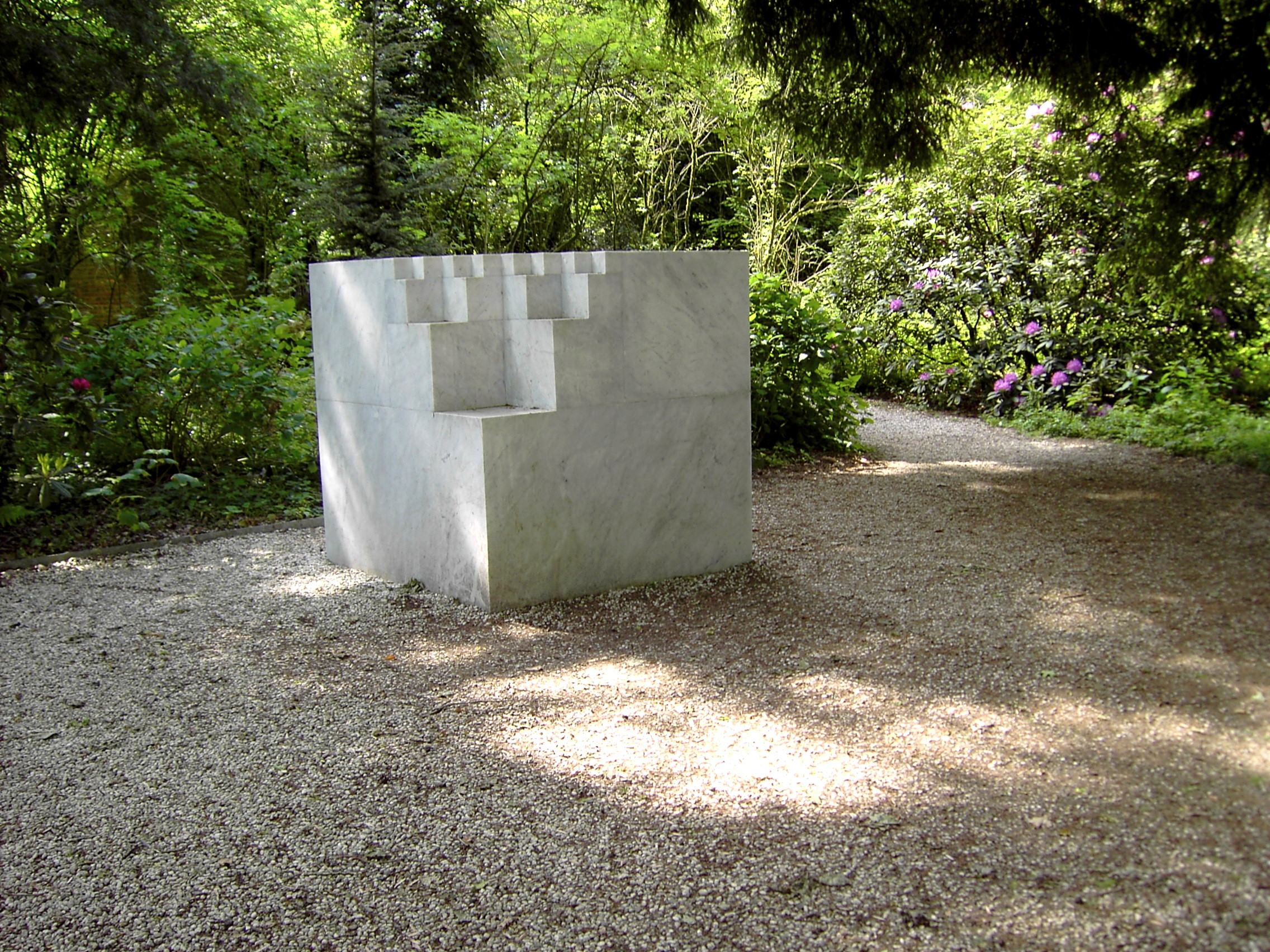
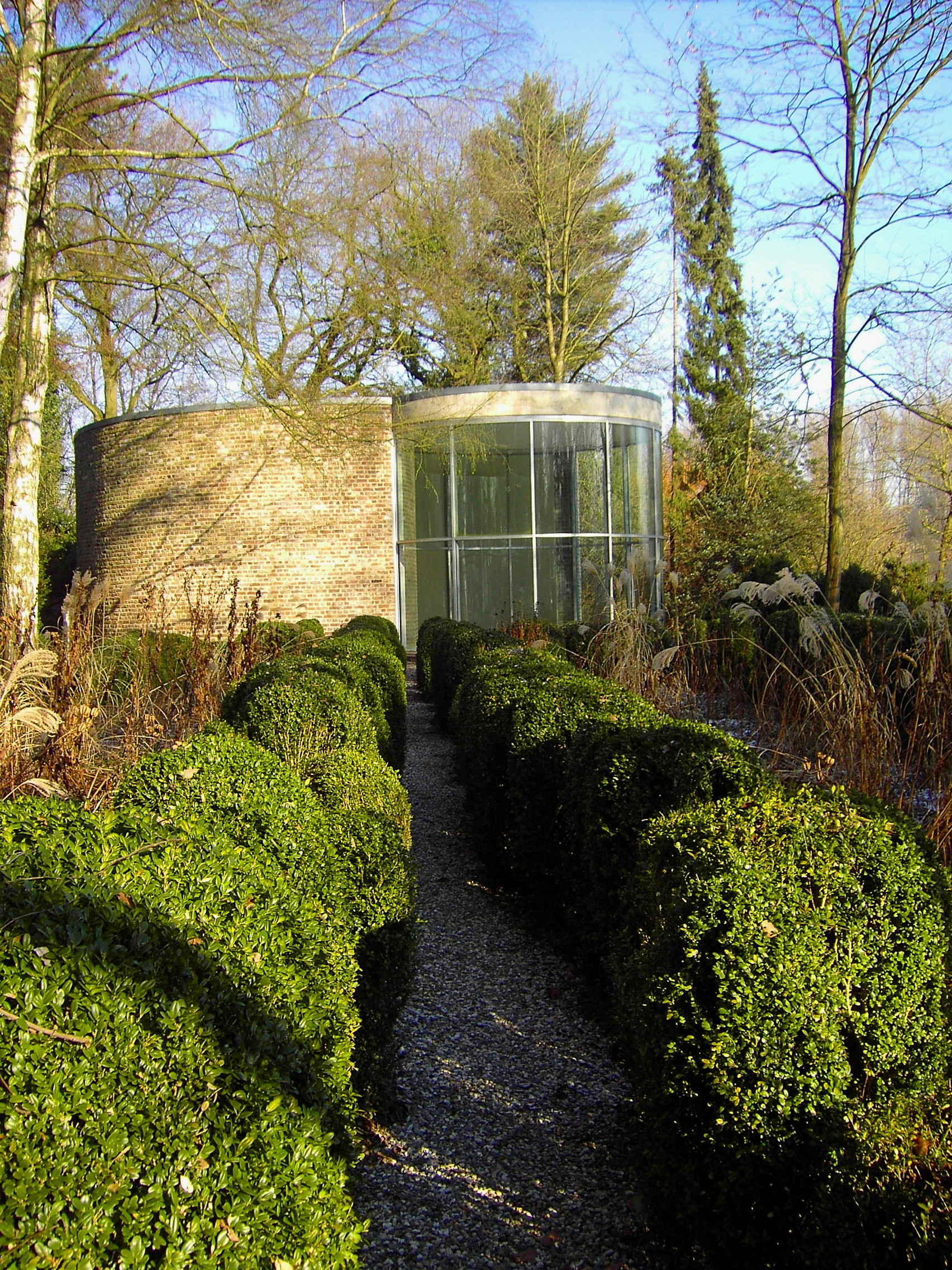
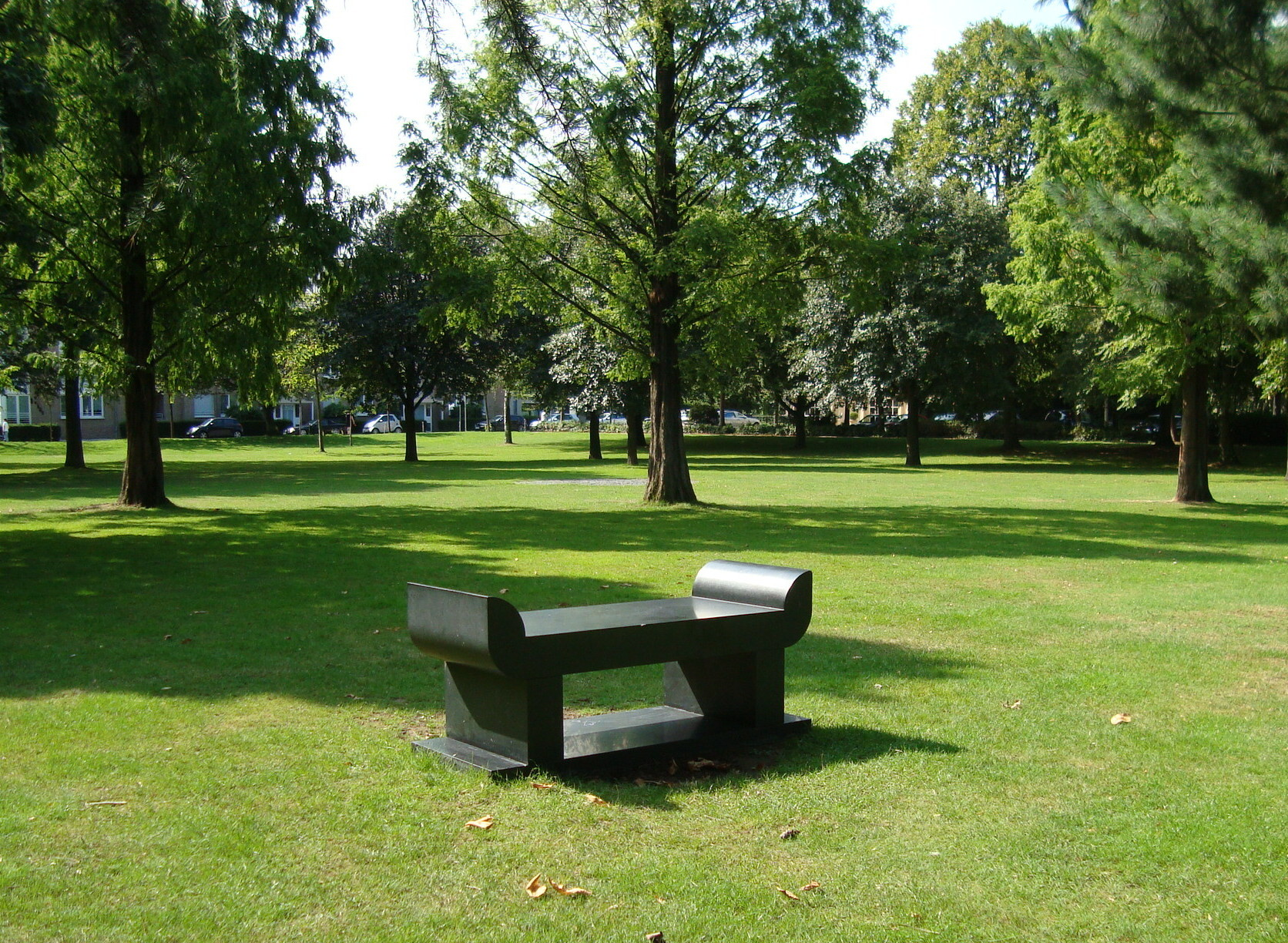

## Дополнения
- - Медиафайлы на Викискладе
- биография и одно из произведений Э.Гериха